# モンケウル
モンケウル（モンゴル語: Möngke'ür,中国語: 蒙古兀児,? - ?）とは、13世紀初頭にチンギス・カンに仕えたシジウト氏出身の千人隊長。1206年にモンケウル率いる千人隊はチンギス・カンの長男ジョチに分封され、ジョチ・ウルスの基盤となった。
『元朝秘史』などの漢文史料では蒙古兀児(mēnggǔwūér)、『集史』などのペルシア語史料ではمنگکور(Mungkūr)と記される。モングウル（Mönggü'ür）とも。

## 概要
モンケウルの事蹟については記述が少なく、その出自やチンギス・カンに仕えるに至った経緯は不明である。1206年、チンギス・カンはクナンのゲニゲス千人隊、モンケウルのシジウト千人隊、フーシダイ（ケテ）のフーシン千人隊、バイクのフーシン千人隊、計4つの千人隊を長男ジョチに分封し、この4千人隊がジョチ・ウルスの原型となった。
ジョチの死後、ジョチの4千人隊は2分されてモンケウルとバイクの2千人隊はバトゥが、クナンとフーシダイの2千人隊はオルダが、それぞれ継承した。『集史』の記述によると、モンケウルは「バトゥの軍隊の左翼」を、バイクは「バトゥの軍隊の右翼」をそれぞれ支配したという。また、モンケウルの子孫チェルケスچرکس（charkas）がバトゥの子孫トクタに仕えて著名となったという。

## シジウト部
『元朝秘史』によるとメネン・トドンの末子ナチン・バートルの息子シジウダイからシジウト部が派生したとするが、『集史』と『輟耕録』はカイドゥ・カンの息子
チャウジン・オルテゲイから興ったとされる。ポール・ペリオは「シジウト」という名称は中国語の刺史がモンゴル語に転訛したものであろう、と指摘している。
モンゴル帝国においてシジウト部出身で名を残したのは事実上モンケウルの一族のみであった。『集史』「シジウト部族志」には「この部族出身の有力者は多数いたし、[今も]いる。しかし、この(イランの)国には高位・高名の者は、確実とはいえないとしても、誰も知られていない」とあり、フレグ・ウルスにはシジウト部出身者がほとんどいなかった。

## 初期ジョチ・ウルスの4千人隊

### オルダ・ウルス
- ゲニゲス部のクナン・ノヤン（Qunan ＞忽難/hūnán,قونان نویان/qūnān nūyān）
- フーシン部のケテ(フーシダイ)（Kete ＞客帖/kètiē,هوشیتای/hūshītāī）

### バトゥ・ウルス
- シジウト部のモンケウル（Möngke'ür ＞蒙古兀児/mēnggǔwūér,منگکور/mungkūr）
- フーシン部のバイク（Baiqu ＞بایقو/bāīqū）